# Великое Артаково
Великое Артаково (укр. Велике Артакове) — село в Березнеговатском районе Николаевской области Украины.
Основано в 1873 году. Население по переписи 2001 года составляло 169 человек. Почтовый индекс — 56243. Телефонный код — 5168. Занимает площадь 0,382 км².

## Местный совет
56243, Николаевская обл., Березнеговатский р-н, с. Мураховка, ул. Ленина, 30